# 램버스교

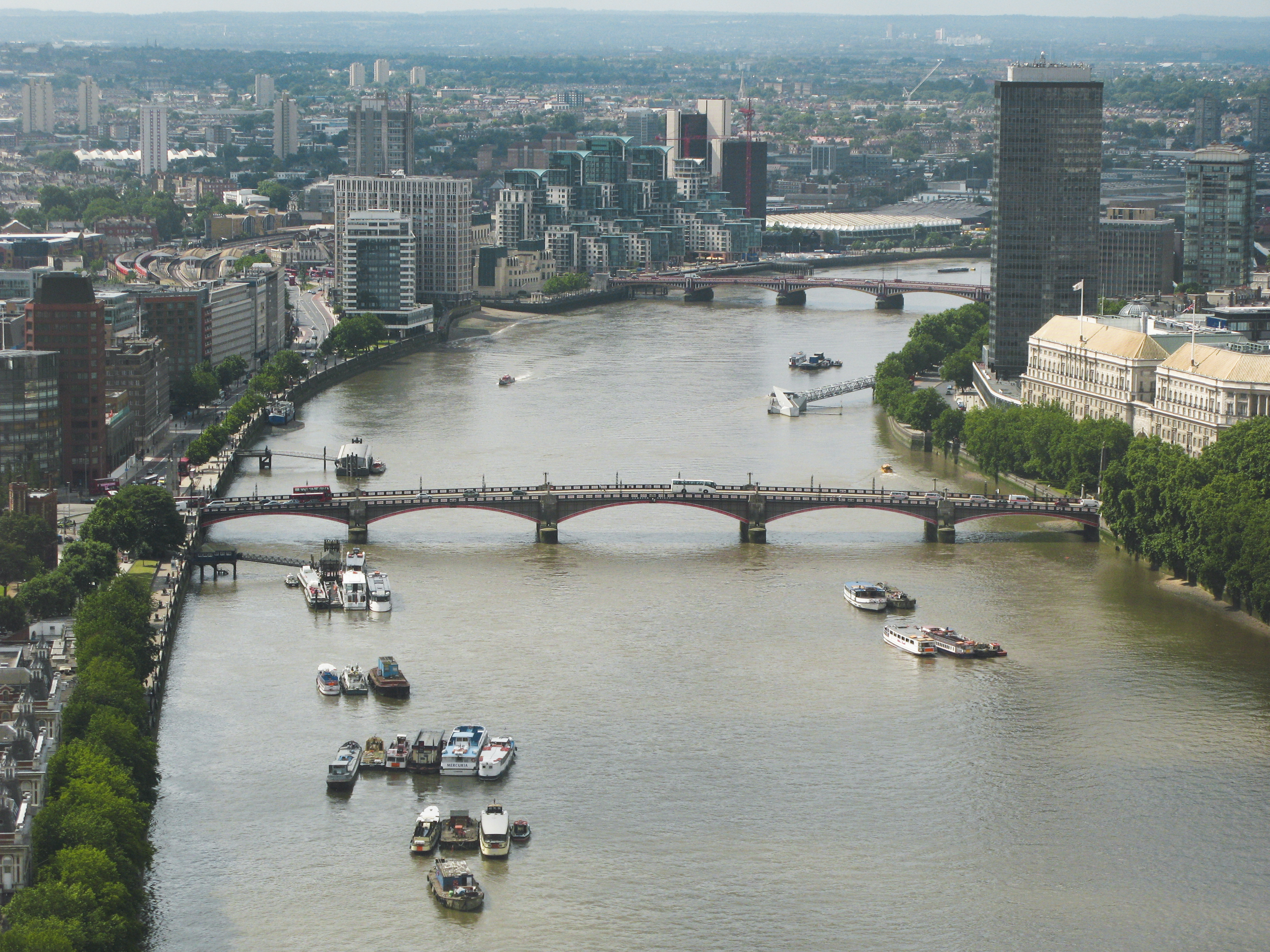
램버스 브리지

램버스 브리지(영어: Lambeth Bridge)는 영국 런던 템스강 위에 있는 다리이다.